# Emetină
Emetina este un alcaloid izochinolinic utilizat ca antiprotozoaric antiamoebian și pentru inducerea emezei (vărsăturilor). Compusul a fost extras original din rădăcinile speciei vegetale Carapichea ipecacuanha, plantă care mai conține și cefelină și psihotrină. Calea de administrare disponibilă este cea orală.
Siropul cu extract din această plantă era utilizat pentru a induce voma, în cazul unor intoxicații. Pentru tratamentul amoebiazei, s-a încercat contracararea acestui efect nedorit prin utilizarea comprimatelor filmate.